# جيسي لوريستون ليفيرمور
جيسي لوريستون ليفيرمور (بالإنجليزية: Jesse Lauriston Livermore)‏ (26 يوليو 1877 – نوفمبر 28 1940) كان تاجر أسهم أمريكي، اشتهر بربحه وخسارته الملايين من الدولارات والبيع على المكشوف خلال انهيار السوق المالي بين عامي 1907 و1929.

## وفاته
في 28 نوفمبر عام 1940، أطلق ليفرمور النار علي نفسه في مرحاض فندق شيري هولندا في مانهاتن. وعثرت الشرطة على رسالة انتحار من ثماني صفحات صغيرة مكتوبة بخط اليد في مذكرات ليفرمور  كانت موجهة إلى هارييت زوجة ليفرمور، كتب فيها «عزيزتي نينا: لا أستطيع المساعدة. كانت الأمور سيئة معي. أنا تعبت من القتال. لن أتمكن من الاستمرار في أي لفترة أطول. هذا هو السبيل الوحيد للخروج. انني لا أستحق حبك. انا فاشل. أنا آسف حقا، ولكن هذا هو السبيل الوحيد للخروج بالنسبة لي. حبيبك لوري».
وفي وقت وفاته، وبلغت قيمة عقارات ليفرمور أكثر من 5 ملايين دولار .